# ОШ „Ђура Јакшић” Јелашница
ОШ „Ђура Јакшић” у Јелашници је једна од установа основног образовања на територији града Ниша. Основна школа је наследник школе основане 1879. године.
У извештају школског надзорника из 1885. године, каже се да је „јелашничка школа” најбоља у целом округу, када је у том периоду у школи радио учитељ Тодор Илић који је помагао Јосифу Панчићу и др Сави Петровићу у прикупљању ретких биљака на простору Јелашничке клисуре и Суве планине.
У свом постојању променила је четири школске зграде. Како се школство развијало и број ученика растао, после скоро пола века, прва школска зграда је замењена новом 1930. године, која је била од тврдог материјала. Имала је две ђачке радионице и једну велику учионицу у приземљу, на спрату седам учионица, у продужетку зграде зборницу и један стан за учитеља.
Већ школске 1950/1951. године, школа у Јелашници је окупљала ученике после завршене четвороразредне школе у Просеку, Раутову, Банцареву, Чукљенику,  Горњој и Доњој Студени.
Школске 1952/1953. године, школа је добила име „Ђура Јакшић” које и данас носи.
Године 1970. постојећа зграда Основне школе је срушена, а на њеном месту почела је градња нове, површине 659m² са осам учионица, зборницом и три канцеларије која је завршена 1972. године. 